# 1572 год
1572 (ты́сяча пятьсо́т се́мьдесят второ́й) год  по юлианскому календарю — високосный год, начинающийся во вторник. Это 1572 год нашей эры, 2‑й год 8‑го десятилетия XVI века 2‑го тысячелетия, 3‑й год 1570‑х годов. Он закончился 453 года назад.
| Пн | Вт | Ср | Чт | Пт | Сб | Вс |
|    | 1  | 2  | 3  | 4  | 5  | 6  |
| 7  | 8  | 9  | 10 | 11 | 12 | 13 |
| 14 | 15 | 16 | 17 | 18 | 19 | 20 |
| 21 | 22 | 23 | 24 | 25 | 26 | 27 |
| 28 | 29 | 30 | 31 |    |    |    |

| Пн | Вт | Ср | Чт | Пт | Сб | Вс |
|    |    |    |    | 1  | 2  | 3  |
| 4  | 5  | 6  | 7  | 8  | 9  | 10 |
| 11 | 12 | 13 | 14 | 15 | 16 | 17 |
| 18 | 19 | 20 | 21 | 22 | 23 | 24 |
| 25 | 26 | 27 | 28 | 29 |    |    |

| Пн | Вт | Ср | Чт | Пт | Сб | Вс |
|    |    |    |    |    | 1  | 2  |
| 3  | 4  | 5  | 6  | 7  | 8  | 9  |
| 10 | 11 | 12 | 13 | 14 | 15 | 16 |
| 17 | 18 | 19 | 20 | 21 | 22 | 23 |
| 24 | 25 | 26 | 27 | 28 | 29 | 30 |
| 31 |    |    |    |    |    |    |

| Пн | Вт | Ср | Чт | Пт | Сб | Вс |
|    | 1  | 2  | 3  | 4  | 5  | 6  |
| 7  | 8  | 9  | 10 | 11 | 12 | 13 |
| 14 | 15 | 16 | 17 | 18 | 19 | 20 |
| 21 | 22 | 23 | 24 | 25 | 26 | 27 |
| 28 | 29 | 30 |    |    |    |    |

| Пн | Вт | Ср | Чт | Пт | Сб | Вс |
|    |    |    | 1  | 2  | 3  | 4  |
| 5  | 6  | 7  | 8  | 9  | 10 | 11 |
| 12 | 13 | 14 | 15 | 16 | 17 | 18 |
| 19 | 20 | 21 | 22 | 23 | 24 | 25 |
| 26 | 27 | 28 | 29 | 30 | 31 |    |

| Пн | Вт | Ср | Чт | Пт | Сб | Вс |
|    |    |    |    |    |    | 1  |
| 2  | 3  | 4  | 5  | 6  | 7  | 8  |
| 9  | 10 | 11 | 12 | 13 | 14 | 15 |
| 16 | 17 | 18 | 19 | 20 | 21 | 22 |
| 23 | 24 | 25 | 26 | 27 | 28 | 29 |
| 30 |    |    |    |    |    |    |

| Пн | Вт | Ср | Чт | Пт | Сб | Вс |
|    | 1  | 2  | 3  | 4  | 5  | 6  |
| 7  | 8  | 9  | 10 | 11 | 12 | 13 |
| 14 | 15 | 16 | 17 | 18 | 19 | 20 |
| 21 | 22 | 23 | 24 | 25 | 26 | 27 |
| 28 | 29 | 30 | 31 |    |    |    |

| Пн | Вт | Ср | Чт | Пт | Сб | Вс |
|    |    |    |    | 1  | 2  | 3  |
| 4  | 5  | 6  | 7  | 8  | 9  | 10 |
| 11 | 12 | 13 | 14 | 15 | 16 | 17 |
| 18 | 19 | 20 | 21 | 22 | 23 | 24 |
| 25 | 26 | 27 | 28 | 29 | 30 | 31 |

| Пн | Вт | Ср | Чт | Пт | Сб | Вс |
| 1  | 2  | 3  | 4  | 5  | 6  | 7  |
| 8  | 9  | 10 | 11 | 12 | 13 | 14 |
| 15 | 16 | 17 | 18 | 19 | 20 | 21 |
| 22 | 23 | 24 | 25 | 26 | 27 | 28 |
| 29 | 30 |    |    |    |    |    |

| Пн | Вт | Ср | Чт | Пт | Сб | Вс |
|    |    | 1  | 2  | 3  | 4  | 5  |
| 6  | 7  | 8  | 9  | 10 | 11 | 12 |
| 13 | 14 | 15 | 16 | 17 | 18 | 19 |
| 20 | 21 | 22 | 23 | 24 | 25 | 26 |
| 27 | 28 | 29 | 30 | 31 |    |    |

| Пн | Вт | Ср | Чт | Пт | Сб | Вс |
|    |    |    |    |    | 1  | 2  |
| 3  | 4  | 5  | 6  | 7  | 8  | 9  |
| 10 | 11 | 12 | 13 | 14 | 15 | 16 |
| 17 | 18 | 19 | 20 | 21 | 22 | 23 |
| 24 | 25 | 26 | 27 | 28 | 29 | 30 |

| Пн | Вт | Ср | Чт | Пт | Сб | Вс |
| 1  | 2  | 3  | 4  | 5  | 6  | 7  |
| 8  | 9  | 10 | 11 | 12 | 13 | 14 |
| 15 | 16 | 17 | 18 | 19 | 20 | 21 |
| 22 | 23 | 24 | 25 | 26 | 27 | 28 |
| 29 | 30 | 31 |    |    |    |    |

## События
- 1493—1593 — Столетняя хорватско-османская война. Серия вооружённых конфликтов между Королевством Хорватия и Османской империей[1].
- 1507—1622 — Португало-персидская война. Ряд вооружённых конфликтов между колониалистской Португалией и вассальным Ормузом, с одной стороны, и Сефевидской империей, поддерживаемой англичанами, с другой[2].
- 1511—1641 — Малайско-португальская война. Вооружённый конфликт XVI-XVII веков, в котором Малаккский султанат при поддержке империи Мин, Голландской Ост-Индской компании (с 1607) и Джохора безуспешно сопротивлялся Португальской империи, стремившейся захватить Малакку и установить контроль над торговлей между Индией и Китае[3].
- 1566—1609 — первый этап Нидерландской буржуазной революции (Восьмидесятилетняя война). Религиозно-идеологическая, политическая и социально-экономическая борьба Семнадцати провинций за независимость от испанского владычества[4].
  - 1 апреля — захват Брилле[5].
  - 20 октября — выручка Гуса[6].
  - 11 декабря 1572—13 июля 1573 — осада Харлема[7].
- 1570—1573 — Кипрская война[8].
- 1572—1573 — началась Четвёртая гугенотская война[9][10].
  - 23 июня—19 сентября — осада Монса[11].
  - Ночь на 24 августа (23 августа) — Варфоломеевская ночь в Париже. Массовые убийства гугенотов в Париже. Убийства гугенотов в Орлеане, Труа, Руане, Тулузе, Бордо. Гибель адмирала Колиньи. Генрих Наваррский и принц Конде переходят в католичество[10].
  - Враждовавшие партии католиков и гугенотов пошли на мирное соглашение, которое было решено закрепить браком сестры французского короля Карла IX  Маргариты Валуа с лидером гугенотской оппозиции Генрихом Наваррским (будущий король Генрих IV)[10].
  - Свадьба Генриха Наваррского с Маргаритой Валуа[10].
  - 9 ноября 1572—25 августа 1573 — осада Сансера[12].
  - Ноябрь 1572—июль 1573 — осада Ла-Рошели[13].

- 1572—1573 — началось Завоевание Акбаром Гуджарата[14].
- «Морские гёзы» изгнаны из английских портов указом Елизаветы. 
  - 1 апреля — отряд гёзов овладел Брилем в устье Рейна.
  - 5 апреля — горожане Флиссингена восстали и впустили в город отряды гёзов.
  - Апрель — всеобщее восстание в северных провинциях. Ряд сильных ударов по испанскому флоту на море.
- Вторжение войск Вильгельма в Южные Нидерланды. Отряд Людовика Нассауского, брата Вильгельма, захватил Монс. Альба взял Монс и нанёс полное поражение силам Вильгельма. Альба двинулся на север. Вильгельму была вручена высшая исполнительная власть и командование войсками и флотом.
- В Голландии начали высаживаться французские и английские отряды. Осада испанцами Алкмара. 
  - Декабрь — начало осады Хаарлема.
- Польское правительство зачислило несколько сот казаков на государственную службу и записало их в реестр.
- Испанцы уничтожают «новоинкское государство».
- Битва при Сарысу. Вооружённое столкновение между Казахским ханством и ордосскими монголами[15].

## Русское государство
Царствование: 1533—1584 — Иван IV Васильевич Грозный
- 1558—1583 — Ливонская война[16].
- 1565—1572 — Опричнина[17].
  - Осень — Иван Грозный особым указом отменяет опричнину и даже запрещает к употреблению само это слово[18].
- 1571—1574 — Вторая черемисская война[19].
- 18 января — Иван Грозный выезжает из Великого Новгорода в Москву, где он был с декабря 1571 года[18].
- Начало апреля — царь созывает церковный собор во главе с новгородским архиепископом Леонидом для разрешения ему вступить четвёртый (неканонический) брак[18].
  - 29 апреля — церковный собор постановляет разрешить Ивану Грозному вступить в брак: "ради его умиления и покаяния"[18].
  - Май — Иван Грозный женится на Анне Алексеевне, дочери коломенского сына боярского Алексея Игнатьевича Колтовского[18].
  - 20-е числа мая — новобрачные и сыновья царя отправляются в В. Новгород, куда торжественно прибывают 01 июня[18].
  - Начало сентября — Иван Грозный повелевает постричь свою четвёртую супругу Анну Колтовскую в Воскресенский Горицкий монастырь[18].
- Крымский набег хана Девлет I Гирея на Русское государство[20].
  - Осень 1571 года — крымский хан впервые выдвинул требования возвращения к признанию за ним статуса наследника Золотой Орды с немедленной «уступкой» Казани и Астрахани. Отказ Ивана Грозного от выполнения этих  требований побудило Девлет-Гирея I организовать новый набег, в котором участвовало до 100 тыс. человек[21].
  - Весна — русское правительство назначило на рубеж "от Поля по украинам" новых воевод с задачей готовить свои крепости к возможному приходу крымских татар[20].
  - Апрель — в Коломне проведён смотр собранных земских и опричных войск во главе с М.И. Воротынским (формировавшаяся армия насчитывала по заранее подготовленным спискам 20034 чел.)[20].
  - Русские полки разместились в городах вдоль Оки, в которых были восстановлены старые укрепления: Серпухов, Таруса, Лопасня, Калуга, Кашира[20].
  - 23 июля (по другим данным 26) — Девлет I Гирей появляется с 40-тысячным войском у Оки с намерением взять Москву и всю Русскую землю[18].
  - 27 июля — авангардный ногайский отряд мурзы Теребердея стремительным ударом сбил русскую заставу, прикрывавший "Сенькин брод". Войска Дивея-мурзы овладели другим окским "перелазом", рядом с устьем реки Протва[20].
  - Русские воеводы, находившиеся в Кашире и Тарусе, не успели прикрыть эти переправы и помешать сосредоточению врага для решающего броска на Москву[20].
  - Ночь на 28 июля — войска Девлет-Гирея, прорвавшиеся через окский рубеж, по серпуховской дороге двинулись на Москву[20].
  - Большой полк под командованием М.И. Воротынского и И.В. Шереметева, оставив позиции под Серпуховым, пошёл вслед за крымской армией. С флангов от Калуги шёл Передовой полк под командованием А.П. Хованского и Д.И. Хворостинина, а от Каширы  — Сторожевой полк И.П. Шуйского и В.И. Умного-Колычева[20].
  - 30 июля — у Молодей Передовой полк настиг арьергардные части армии Девлет I Гирея и разгромил их. Встревоженный ударом русской конницы, хан остановил наступление и направил против войск А.П. Хованского и Д.И. Хворостинина находившийся при нём отборный отряд[20].
  - Передовой полк маневрируя подвёл противника под удар подошедшего к месту боёв Большой полк, укрепившего свои позиции спешно поставленным на реке Рожай гуляй-город[20].
  - 30 июля — 2 августа — Битва при Молодях в 50 вёрстах южнее Москвы[18][22].
  - 2 августа — Девлет I Гирей начал решительный штурм гуляй-города. Во время ожесточённого сражения под стенами деревянной крепости часть русского войска обошла неприятельскую армию и нанесла по ней удар с тыла. Одновременно противника атаковали находящиеся в гуляй-поле отряды русской пехоты. Не выдержав двойного удара, татары отступили, понеся значительные потери, в том числе погибли ближайшие родственники хана и ногайский мурза Теребердей[20].
  - Ночь на 3 августа — остатки крымских войск отступили на юг. Стараясь оторваться от погони, хан выставил несколько заслонов, которые были уничтожены преследовавшими их русскими отрядами[20].
  - 9 августа — царские воевода присылают царю в В. Новгород личное оружие хана, захваченное в татарских обозах и пленного мурзу Дивия[18].
- 17 августа — царь со всей семьёю выезжает из В. Новгорода в Москву[18].
- Осень — царь делает заупокойный вклад в Троице-Сергиев монастырь по умершей третьей супруге Марфе Васильевне Собакиной в размере 500 рублей[18].
- Октябрь — Иван Грозный завещал Мещовск сыну царевичу Ивану Ивановичу[23].
- Декабрь — видимо, в качестве награды взамен Стародуба на Клязьме царь вернул Воротынскому Михаилу Ивановичу родовой Перемышль (без других исконных городов), сохранив за ним вотчины в Муромском и Нижегородском уездах (см. 1566 и 1569)[24].
- Иван Грозный ведя переписку с императором Священной Римской империи Максимилианом II обещает поддержать обще христианскую лигу против Порты, входившую в европейскую "программу" царя[25].
- Пожалованы окольничеством: Собакин Григорий Степанович, Собакин Василий Степанович Меньшой, Щербатый Осип Михайлович[26].
- Пожалованы боярством: Одоевский Никита Романович (ум. 1573), Пронский Семён Данилович, Трубецкой Фёдор Михайлович, Сабуров Богдан Юрьевич, Сабуров Василий Борисович (ум. 1578), Собакин Василий Степанович (ум. 1575)[26].
- На службу Государю выехали родоначальники дворянских родов: Заньковские, Страховы, Гайдовские-Потаповичи, Лутовиновы, Алалыкины, бароны Боде (около этого года)[27].
- Городенеск (Городенцк) стал дворцовым имением и был переименован в Венёв[28].

### Руководители приказов
| Года      | Приказ            | Ф,И,О главы                     | Примечания |
| --------- | ----------------- | ------------------------------- | ---------- |
| 1570-1575 | Разрядный приказ  | Щелкалов Василий Яковлевич      |            |
| 1570-1594 | Посольский приказ | Щелкалов Андрей Яковлевич       |            |
| 1570-1588 | Казанского дворца | Щелкалов Андрей Яковлевич       |            |
| 1565-1572 | Большого дворца   | Захарьин-Юрьев Никита Романович |            |

## Начало правления
См. также: Список глав государств в 1572 году
- 1572—1608 — король Венгрии Рудольф Габсбург.
- 1572—1585 — Папа римский Григорий XIII (1502—1585).
- 1572—1584 — Штатгальтер Голландии и Зеландии Вильгельм Оранский.

## Наука
- Начало ноября — вспышка сверхновой Тихо Браге[32].

## Родились

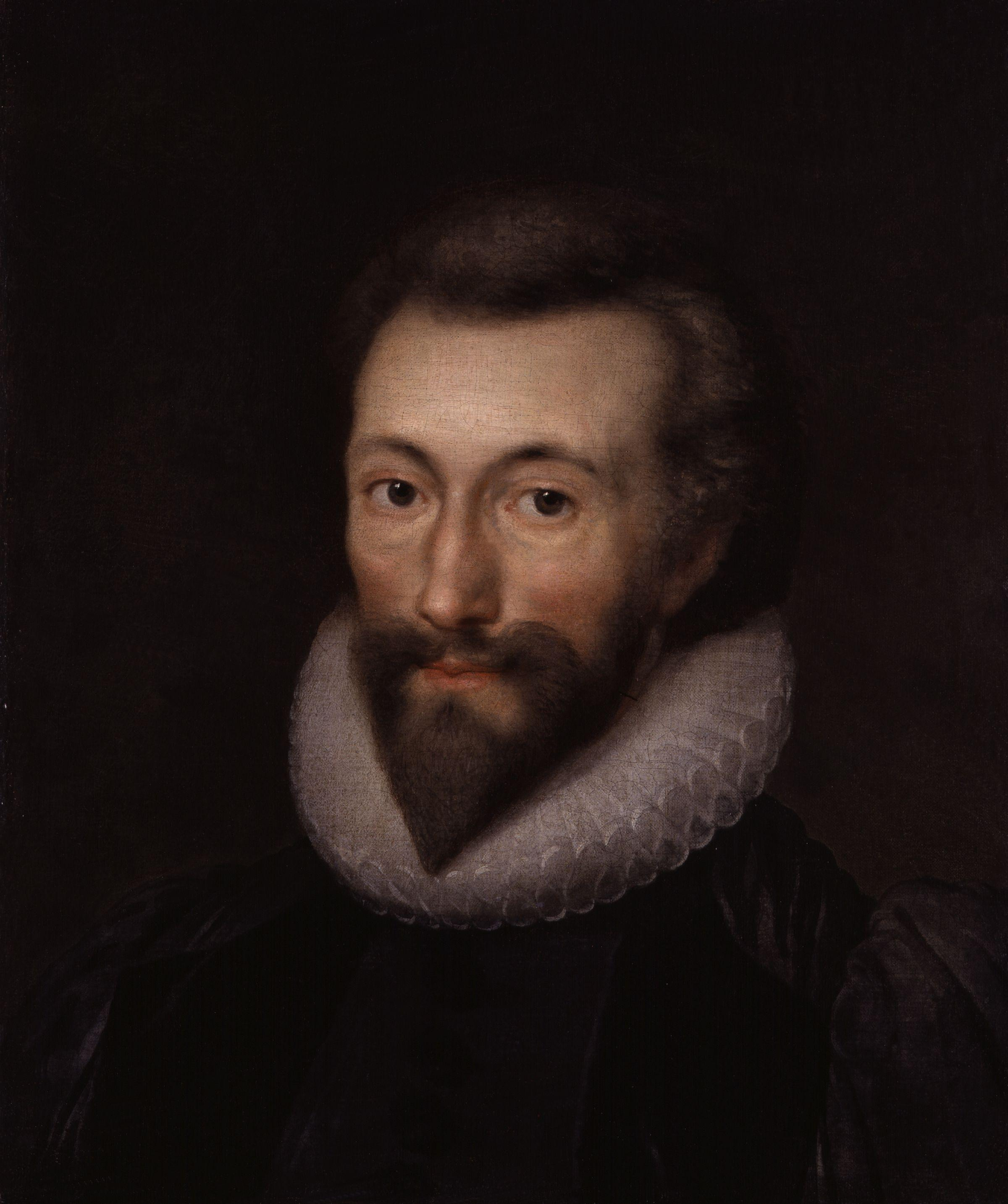
Изображение Джона Донна.

См. также: Категория:Родившиеся в 1572 году
- Байер, Иоганн — немецкий астроном и юрист.
- Джонсон, Бен — английский поэт и драматург, теоретик драмы.
- Донн, Джон — английский поэт и проповедник, настоятель лондонского собора Святого Павла, крупнейший представитель литературы английского барокко («метафизическая школа»). Автор ряда любовных стихов, элегий, сонетов, эпиграмм, а также религиозных проповедей.
- Дреббель, Корнелиус — нидерландский изобретатель, внёсший вклад в развитие оптики, химии, науки об измерениях, изобретатель одного из первых типов микроскопов и строитель первой в мире действующей подводной лодки.
- Жигмонд Батори — князь Трансильвании, сын Криштофа Батори и племянник короля Польши и великого князя литовского Стефана Батори.
- Император Го-Ёдзэй — японский император. Его правление символизирует переход между периодами Адзути-Момояма и Эдо.
- Иоанн III Сигизмунд — курфюрст Бранденбурга в 1608—1619 годах, регент Пруссии с 1608 года, герцог Пруссии с 1618 года, представитель династии Гогенцоллернов. Сын курфюрста Иоахима-Фридриха, которому наследовал в 1608 году, и Екатерины Бранденбург-Кюстринской.
- Кирилл Лукарис — Патриарх Александрийский (1602—1621) и Константинопольский (1612, 1620—1623, 1623—1633, 1633—1634, 1634—1635, 1637—1638).
- Мориц (ландграф Гессен-Касселя) — ландграф Гессен-Кассельский в 1592—1627 годах.
- Фахр ад-Дин II — крупный ливанский друзский феодал, эмир Ливана из династии Маанидов, правил в 1590—1633 годах. При нём власть Маанов распространялась на весь Ливан.
- Шанталь, Иоанна де — католическая святая, основательница ордена визитанток, сподвижница святого Франциска Сальского.

## Скончались

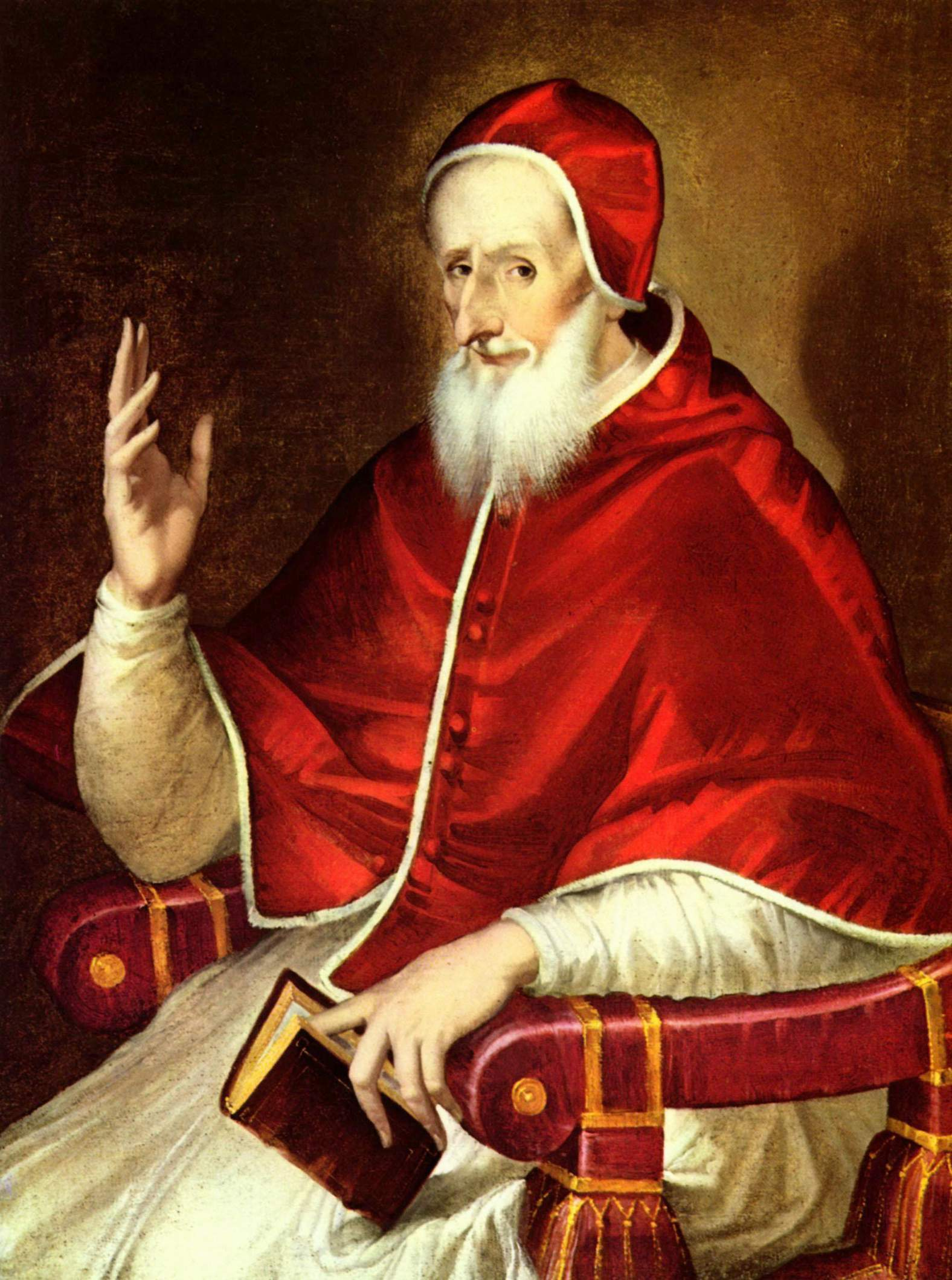
Изображение папы римского Пия V.

См. также: Категория:Умершие в 1572 году
- 28 февраля — Екатерина Австрийская, великая княгиня литовская и королева польская, третья супруга Сигизмунда II Августа (с 1553 года), представительница рода Габсбургов[33].
- 7 июля — Сигизмунд II Август, король польский, великий князь литовский[33].
- 2 ноября — Григорий Ходкевич, гетман Великого княжества Литовского.
- Алесси, Галеаццо — итальянский архитектор.
- Бомбелли, Рафаэль — итальянский математик XVI века, инженер-гидравлик, ввёл в математику комплексные числа и разработал базовые правила действий с ними.
- Борджа, Франсиско — католический святой, третий генерал Общества Иисуса (Иезуиты).
- Бронзино, Аньоло — итальянский живописец, выдающийся представитель маньеризма.
- Иоанна III — королева Наварры в 1555—1572 гг., из дворянского рода Альбре, дочь короля Генриха II и Маргариты Наваррской.
- Ипполито II д’Эсте — итальянский кардинал.
- Клуэ, Франсуа — крупнейший французский художник-портретист эпохи Возрождения при дворе королей Франциска I, Генриха II, Франциска II и Карла IX.
- Колиньи, Гаспар II де — французский государственный деятель, один из вождей гугенотов во время Религиозных войн во Франции.
- Легаспи, Мигель Лопес де — испанский конкистадор с титулом аделантадо, сыгравший значительную роль в истории Филиппин.
- Чжу Цзайхоу — двенадцатый император Китая династии Мин, правивший с 1567 по 1572, сын императора Чжу Хоуцуна.
- Лурия, Ицхак — иудейский богослов, создавший новое направление в мистическом учении Каббала.
- Нокс, Джон — крупнейший шотландский религиозный реформатор XVI века, заложивший основы пресвитерианской церкви.
- Пий V — папа римский с 7 января 1566 по 1 мая 1572.
- Рамэ, Пьер де ла — французский философ, логик, математик, риторик, педагог. Снискал известность, выступив в 1536 году с тезисом «всё, сказанное Аристотелем — ложно»[34]. Погиб от рук фанатиков в Варфоломеевскую ночь[35].
- Тупак Амару — последний правитель Инка, народа Перу. Сын Титу Куси Юпанки (также известного как Манко Капак II), был жрецом и хранителем тела своего отца.
- Фрич-Моджевский, Анджей — польский общественный деятель, религиозный реформатор и политический мыслитель. Отстаивал всеобщее равенство перед законом, выступал за сильную королевскую власть, создание польской церкви и секуляризацию образования[36].